# فهرست واژه‌های متفاوت در فارسی افغانستان و ایران
فهرست بعضی از واژه‌های متفاوت در فارسی ایران و افغانستان در زیر می‌آید.
واژه‌های سمت راست از فارسی افغانستان هستند و واژه‌های سمت چپ از فارسی ایران:

### آ
- آراییده، زیبا: مقبول (در زبان فارسی دری در افغانستان، واژه مقبول به معنای زیبا از غلط‌های فاحش است چون در زبان فارسی، مقبول به معنای پذیرفته‌شده و قبول‌شده است نه چیز زیبا چنانکه بسیاری از چیزها که زیبا نیستند مقبول می‌‌باشند و توسط بیشینه افراد، مورد قبول قرار میگیرند)

### ا
- اثاث‌کشی‌: کوچ‌کشی‌
- اتومبیل: موتر
- اتومبیل‌رانی‌: موتر‌دوانی
- اح.م.ق، بی‌عقل: قادر، گاندو
- اسباب کش: کوچ کش
- اُسکُل، دیوانه، جاهل: قادر، لوده (در گویش‌های کابلی و هراتی و وردکی، قادر به معنای دیوانه و جاهل می‌‌آید)
- آشغال‌دانی‌: سطل کثافات
- افاغنه: افغان‌ها
- اوباز: آب‌باز، شنا

### ب
- سرگوشی: درگوشی
- بایسِکِل: دوچرخه (انگلیسی)
- بَه حَیث: هم‌ چون، به عنوان
- بخاری تیلی: بخاری نفتی
- بدل اعاشه: کمک هزینه دانشجویی
- برق دستی، چراغ دستی، در هرات چراغ مُشتی: چراغ قوه
- بُروت: سبیل
- بَه صفت: به عنوان
- بُت، بوت: در هرات هم (کفش) بوت کفش‌های سربازی را بوت می‌گویند کفش، چکمه
- بُتَل، بوتَل: در هرات شیشه می‌گویند بطری، شیشه (انگلیسی)
- بوجی: کیسه یا گونی
- بورَه (از پشتو): شکر
- بَکس: کیف (تحریف شده از bag و box انگلیسی)
- بیت‌خوانی: ترانه‌خوانی
- بیر (انگلیسی): آبجَو
- بیرَه: لثه
- بیولوژی: زیست‌شناسی

### پ
- پالیسی: سیاست.
- پایدل: پدال (روسی، فرانسوی)
- پُرَیشان: پَریشان
- پُست بَکس (ریشه انگلیسی که دیگر کاربرد ندارد): صندوق پستی
- پستَه خانه: پست‌خانه
- پشتارَه: بارِ پشت
- پِشَک: گربه (از ترکی (ازبکی)
- پودر: هرویین (انحراف یافته)
- پوقانَه: بادکنک، پفک
- پکَه: بادبزن، پنکه
- پیالَه: اِستکان
- پَیپ از انگلیسی: شِلنگ
- پوهَنتون: دانشگاه (از پشتو)
- پوهَنزَی: رشته‌یِ تحصیلی دانشگاهی
- پوهَنحٔی: دانشکده

### ت
- تاپَه: مُهر («تاپه» پشتو ) مهر (ابزار)
- تاپَه کردن: مُهر زدن («تاپه» پشتو)
- تاحال: تاکنون
- تحفَه: هدیه (عربی)
- تَخنیکَر: همکار فنی (روسی)
- تَخنیکی: فنی (بر گرفته از روسی "تخنیچِسکی")
- تداوی: درمان
- تربیَه: پرورش (انحراف یافته تربیت)
- ترم: ترمپت (فرانسوی)
- ترِینَر: مربی (انگلیسی trainer)
- تطبیق: انجام، اجرا
- تِکِت: بلیت («تکت» از انگلیسی، «بلیت» از روسی)
- تَکسی: تاکسی
- تکَه‌فروشی: پارچه‌فروشی
- تَگلَه: قَوی
- تلخان: نوعی شیرینی محلی که از آرد توت خشک درست می‌شود.
- تلفن: تلفن
- تمثیلی: نمایشی
- تَنتَل: خرده ریزه (دندل)
- توتَه: تکه خرده (پشتو) ټوټه
- تولَه («نی» هم می‌گویند): نی
- تهداب‌گذاری: پایه‌گذاری
- تَیپ: ضبط صوت (انگلیسی)
- تیلَه کردن: فشار دادن، هل دادن (پشتو) ټیله

### ج
- جاپان: ژاپن
- ججلداغ: جیرجیرک
- جغرافیَه: جغرافیا
- جَمپ: دست‌انداز خیابان (انگلیسی)
- جَمپَر: کاپشِن
- جِنِرال: ارتشبد (انگلیسی)
- جنگی بودن (کردن): قهر بودن (کردن)
- جوال: کیسه بزرگ
- جُور شدَه: درست شده، ساخته شده (پشتو) جوړ
- جوگی: کولی (هندی، پشتو)
- جور آمدن: توافق، به توافق رسیدن

### چ
- څارَنوال، څارَنوالی: دادسرا (واژه‌ایست پشتو) (څ صدایِ tse می‌دهد. شبیهِ تلفظِ آذربایجانیِ چ)
- چاشت: ناهار، نهار، ظهر
- چاشنی: تنقلات
- چپن: ردا
- چَوتار: مکار
- چوتی کردن: بافتن مو
- چوچَه مرغ: جوجه
- چَوکات: چارچوب، حد، قاب
- چپ راستی: نگهبان، دربان (مدرسه)

### ح
- حالی: الان، حالا، فعلاً
- قصَه‌ کردن: حکایت‌ کردن
- حیوان‌شناسی: جانورشناسی

### خ
- خاصتاً: به ویژه
- خُشو، خُسورمادر: خُش، مادر زن (از خسو و خسور)
- خورد (بر وزنِ نور): کوچک، خُرد
- خی: خب
- خیز زدن: پریدن
- خینه: حنا (اصطلاح خودمانی روزانه بر گرفته از «خِنه» ازبکی)

### د
- دارالانشا: دبیرخانه
- دالَر: دلار
- دخلک: قلک
- در این خنک: در این سرما
- درمی‌گیرد: آتش می‌گیرد، (در مجاز) به خشم می‌آید
- دق آوردن: دل‌تنگ شدن
- دل‌ام می‌شود: دل‌ام می‌خواهد
- دهلیز: راهرو
- دواخانَه: داروخانه
- دوصد: دویست
- دیگ‌دان: اجاق
- دیگ گذاشتن: غذا پختن

### ر
- راجستَر: ثبت نام، نام‌نویسی (تحریف شده‌یِ register انگلیسی)
- رتبَه: درجه (در ارتش)
- رخصتی‌ها: تعطیلات
- رخصتی: تعطیلی
- رَسِم: نقاشی
- رشوت‌خور: رشوه‌خوار
- رمَه: گله (اوزبکی)
- رونما گردیدن: ظهور کردن، نمایان شدن

### ژ
- ژورنالیزم: روزنامه‌نگاری
- ژورنالیست: روزنامه‌نگار

### س
- ساحَه: میدان، منطقه، مساحت
- سال تعلیمی: سال تحصیلی
- سالون: سالن، تالار
- سپل شتر: پای شتر
- ستر جنرال: ارتشبد («ستر» پشتو یعنی بزرگ)
- ستره محکمه: دیوان عالی کشور
- سرحد: مرز
- سه‌صد: سیصد
- سَودا: خریدکردن، خریدن
- سویدن: سوئد

### ش
- شاروال: شهردار
- شاروالی: شهرداری
- شادی: میمون
- شادی رسولی: میمون خنده‌دار
- شاندن (نشاندن): کاشتن
- شرط زدن: شرط بستن
- شِشتن، شیشتن: نشستن
- شَنیدَه‌گی‌ها: شنیده‌شده‌ها
- شهادت‌نامَه تحصیلی: دانش‌نامه تحصیلی
- شور (تکان): تکان
- شوربا: آبگوشت، اِشکنه

### ص
- صنف: کلاس

### ض
- ضابط: درجه‌دار

### ط
- طیارَه: هواپیما

### ع
- عملیَه: عملیات
- عنعنات: آیین‌ها، آداب، رسوم

### غ
- غَرغَرَک: فرفره
- غریب: فقیر
- غورسَی (غورسک): نوعی بازی گُرگی‌لی‌لی

### ف
- فابریکَه: کارخانه (ایتالیایی)
- فارم مال‌داری: مزرعه دامداری («فارم» از انگلیسی)
- فاصُلیا: لوبیاسبز (فاصلیا واژهٔ عربی است)
- فاکولته: دانشکده (فرانسوی)
- فُتبال: فوتبال
- فِلم: فیلم
- فی‌صد: درصد
- فَیْر کردن: شلیک کردن (تحریف شده «fire» انگلیسی)
- فیشن: مُد (تحریف شده fashion انگلیسی)
- فیصَلَه‌نامَه: قطعنامه

### ق
- قال‌مقال (در تلفظ «غالمغال»): سر و صدا
- قومندان: فرمانده (تحریف شده‌یِ comandant فرانسوی)
- قونسول: کنسول (اساساً برگرفته از ریشه‌یِ consul لاتینی، برگرفته‌یِ تحریف شده از زبان‌های اروپایی)
- قَیتک: گیره مو

### ک
- کالای نو: لباس نو
- کَتَه: بزرگ
- کدوگک: کدو خورشتی، کدو سبز
- کُرتی: کت (تحریف شده واژه روسی «کورتکه»)
- کِرمِچ: کفش ورزشی
- کشال شدن: مایل شدن، آویزان شدن
- کشالَه‌دار: دامنه‌دار، مفصل
- کفیدن: ترکیدن
- کلان: بزرگ
- کلچه: کلوچه، شیرینی
- کنترول: کنترل
- کورس: کلاس، دوره (انگلیسی)
- کوریای جنوبی: کره جنوبی
- کولتور (فرهنگ): فرهنگ («کلتور» فرانسوی)
- کیمیا: شیمی
- کیمیایی: شیمیایی

### گ
- گادی: کالسکه
- گادی‌ران: کالسکه ران
- گادی‌وان: درشکه‌چی
- گپ: حرف
- گپ‌زدن: حرف زدن، سخن گفتن
- گشتاندن: گرداندن
- گَنگس (گَنس): گیج
- گودی‌پران: بادبادک (گودی بروزنِ قوطی)

### ل
- لاودسپیکر: بلندگو (از انگلیسی loudspeaker)
- لبسیرین کردن: رژ لب زدن
- لب‌چرب: رژ لب
- لُچ: لُخت
- لِفت: آسانسور (از lift انگلیسی، از ascenseur فرانسوی)
- لفظ گرفتن: بله برون- قرار خواستگاری گذاشتن (بیشتر، زمانی که جواب آن مساعد است، استفاده می‌شود)
- لوحَه: تابلو
- لُک: ستبر
- لویَه جِرگَه: جِرگِه‌یِ بزرگ، شورای عالیِ "ریش‌سفیدانِ" افغانستان («لوی» پشتو به معنی بزرگ)
- لوی دِرَستیز: فرمانده کل، سرفرمانده (پشتو)
- لوی څارَنوال (در تلفظ "لوی سارَن‌وال): دادستان کل، (پشتو)
- لوی وُلُسوالی: فرمانداری، حکمرانی (در تقسیمات کشور افغانستان)
- لیاف: لحاف
- لیسَه: دبیرستان (تلفظ نادرست «لیسِه» فرانسوی)
- لَیلیَه: خوابگاه (دانشجویی)

### م
- مارکیت: بازار (انگلیسی)
- ماما، خالو: دایی
- ماندن: گذاشتن، نهادن
- ماندَه: خسته
- ماندَه شدن: خسته شدن
- مایک: میکروفون
- محفل: جلسه، نشست
- مِستَری: مکانیک
- مشرانو جرگه: مجلس سنا
- مصارف: هزینه‌ها
- مضامین: رشته‌های تحصیلی
- ململ: پارچهٔ کتانی
- ملکی: غیرنظامی
- مِن‌حَیث: به حیث، به عنوان
- منطَقَوی: منطقه‌ای
- مُوتَر: ماشین، خودرو (انگلیسی)
- موزییَم: موزه
- موسم: فصل
- موصوف: نام‌برده
- مکتب: مدرسه
- مِکس: مخلوط (انگلیسی) (در گفتگو بین جوانان بیشتر گفته شده)
- می‌برآمد: بیرون می‌آمد، درمی‌آمد
- مَیدان: درون محوطه
- مَیدان هوایی: فرودگاه
- مَیدان ورزشی: زمین ورزش
- مَیدَه : شکسته
- مِیلَه: تفریح، پیکنیک، گلگشت

### ن
- نان: نان (در مجموع به غذا نیز گفته می‌شود)
- ناک: گلابی
- نسوان: زنان ((زنانه) مربوط به بانوان)
- نشراتی: انتشاراتی چ ثقفی
- نَمبَر (نمره، شماره): شماره، نمره
- نهال شانی: نهالکاری
- نی: نه

### و
- وطن‌دار: هم‌وطن

### ه
- هوش‌پرک: حواس‌پرت
- هوش کن: مواظب باش
- هول داشتن: هراس داشتن

### ی
- یازنَه، یَزنَه: شوهر خواهر
- یَخَن: یقه، گریبان
- یَگان کَس، یَکان کَس: هیچ‌کس

## برگردان واژه‌های فارسی ایران به واژه‌های فارسی افغانستان
- اطلسی (گل): پتونی (انگلیسی: پتونیا petunia)
- اعلام‌کنندهٔ برنامه: انانسر (فرانسوی)
- افسر: آفسر، صاحب منصب
- الگو: نمونه (در هرات: روبر)
- النگو: چوری (هندی)
- الوار: چارتراش
- انبار: گدام
- انبـُردست: انبرپلاس
- اوت: اگست (انگلیسی)
- اورژانس (فرانسه): عاجل
- اُوِرکُت (انگلیسی): دبل کوت، بالاپوش
- اونیفورم (فرانسه): یونیفورم (انگلیسی)

### ب
- بادکردن: ۱. ورم کردن، پـُندیدن ۲. ماندن کالا و متاع بر اثر کسادی بازار یا نامرغوب بودن آن
- باشگاه: کلوب، کـَلـَب
- باقلا: باقلی
- بالانس (فرانسه): معلق
- باند (انگلیسی): دستَه، دار و دستَه
- بایگانی: آرشیف (فرانسه)، اوراق
- بایگانی کردن: حفظ کردن
- بدهکار: قرضدار
- بدهکاری: قرض
- بُرِس، بُرُس (فرانسه): بـُرس (فرانسه)
- برگه: ورقَه، شـُقـَّه
- برگهٔ زردآلو: اشتـَق (در هرات: کـِشتَه)
- برنامه: برنامَه، پلان
- بزرگراه: شاهراه
- بساط: تبنگ
- بستانکار: طلبکار
- بستانکاری: طلب
- بستنی: شیریَخ (در هرات: بستنی)
- بـُشکه (روسی): بیرل (انگلیسی Barrel)
- بطری: بوتَل (انگلیسی)
- بغل‌دستی: پهلوفیل (ترکیب فارسی-انگلیسی)
- بلوک (فرانسه): بلاک (انگلیسی)
- بلوند (فرانسه): بور
- بلیط (فرانسه): تِکِت (انگلیسی)
- بُن‌بست: بن‌بست، کوچه‌ای که پایانش بسته‌است.
- بنگاه: مرکز معاملات، مؤسسه
- بهیار: مأمور صَحیَّه
- بید (حشره): کویَه، موریانَه
- بیلان (فرانسه): بیلانس (انگیسی)

### پ
- پارو: راش بیل (در هرات: پارو)
- پاره کردن: پارَه کردن، چیر کردن
- پاره آجر: خشت پارچه
- پاساژ (فرانسه): مارکیت
- پاک کن: پنسل پاک (انگلیسی، فارسی)
- پالتو (فرانسه): بالاپوش
- پانسیون (فرانسه): مهمانخانهٔ خصوصی
- پانسیونر (فرانسه): مهمان مهمانخانهٔ خصوصی
- پایان‌نامه: مونوگراف (انگلیسی)
- پایوَر: ضابط، صاحب منصب پایین رتبه
- پایواز = کسیکه همراه مریض در شفاخانه (بیمارستان) می‌ماند.
- پاییدن: نگران و مراقب بودن (بپا: مراقب باش، هوشت را بگیر)
- پرتابل (فرانسه): سیـّار
- پرتقال: ۱. کشور پرتگال ۲. مالته (میوه)
- پرتوشناس: رادیولوژیست (انگلیسی)
- پـَرَستو: غـُچـّی
- پـُرو: خام کوک (اصطلاح خیاطی)
- پروَنده: دوسیه (فرانسه)
- پنکه: پَکه
- پنهان: پـُت

### ت
- تبلیغات: پروپاگند
- تخت کفش: تیلی، تلـّی
- تراس (فرانسه): ایوان، برنده (از ورندهٔ انگلیسی)
- تراش: قلمتراش، قلم سرکن، پنسلتراش
- تـُرب: مـُلـّی
- ترمز (روسی): برِ ک (انگلیسی)
- تگرگ: ژاله
- تکنیک (فرانسه): تخنیک (روسی)
- تماشاخانه: صحنهٔ تمثیل
- تمبر پستی: تکت پستی
- تمیز: پاک، ستره
- تندرست: جور
- تو: داخل، اندرون
- توت فرنگی: توت زمینی
- تور (توری): جالی
- تیپ: فرقهٔ کوچک، لوا (نظامی)
- تیغ ریش: پل ریش
- تیکه: تکه، پاره، توته
- تیل، تیله: توشله
- تیماج: ساختیان

### ث
- ثبت (ادارهٔ): ادارهٔ احصائیه

### ج
- جا خوردن: دکه خوردن، شاک خوردن
- جادکمه یی: مادگی
- جالباسی: کـُت بند
- جُزوه دان: کارتن
- جفت: جوره
- جـُک: فکاهی
- جلیقه: واسکت
- جوجه: چوچه
- جیوه: سیماب

### چ
- چارچوب: چوکات، قالب
- چارراه: چارراهی (میدان مرکزی، در هرات: چارسو)
- چـُرت: پینکی، چرت، فکر
- چرخ (دوچرخه): بایسکل (انگلیسی)
- چرخ گوشت: ماشین گوشت
- چرخ خیاطی: ماشین خیاطی
- چراغ بادی: اریکین، الکین، فانوس
- چراغ گازی: گیس
- چسبیدن: فاریدن، خوش آمدن
- چسب زخم: پلاستر
- چغندر (ترکی): لبلبو
- چکه کردن: چکک کردن
- چماق (ترکی): دانگ
- چماقدار: دانگه یی

### ح
- حسابداری: محاسبه
- حضور و غیاب: حاضری گرفتن
- حقوق: معاش
- حنا: خینه، حـِنا
- حومه: اطراف
- حیاط: حولی، حویلی

### خ
- خاک ارّه: بورهٔ ارّه
- خامه: سرشیر خام، کریم
- خاور (ماشین، برگرفته از اسم خاص شرکت باربری): گاز، زیل، کلّه فیل
- خاور: شرق، مشرق
- خاور دور: شرق دور، شرق اقصی
- خبرگزاری: آژانس خبررسانی
- خلبان: پیلوت
- خورش: سالن (سالند، سالان)
- خیس: تر

### د
- دام: مال
- دامپروری: فلاحت
- دامداری: مالداری، فلاحت
- دانش آموز: متعلم
- دانشجو: محصل
- دانشسرا: کالج
- دانشکده: پوهنزی (پشتو)، فاکولته (فرانسوی)، دانشکده دری (پارسی دری)
- دانشگاه: پوهنتون (پشتو) دانشگاه دری (پارسی دری)
- دانشنامه: شهادت نامه
- دانشیار: اسستانت
- دایی: ماما
- دبستان: مکتب
- دبیر: معلم
- دبیر: سکرتر، منشی
- دبیرخانه: سکرتریت، قلم مخصوص، تحریرات، دارالانشاء
- دبیرِ کـُل: منشی عمومی، سرمنشی
- درجه دار: ضابط
- درشکه (پولندی): گادی، تانکه
- درصد: فیصد
- درمانگاه: کلینیک (انگلیسی)
- دریایی: بحری
- دفترچه: کتابچه
- دوجین: درجن
- دوچرخه: بایسکل (انگلیسی)
- دوش (فرانسه): شاور (انگلیسی)
- دویست: دوصد
- دیپلوم: شهادتنامه
- دیپلمه (فرانسه): بکلوریا پاس، فارغ‌التحصیل

### ر
- رادیولژی (فرانسه): اکسریز (انگلیسی)
- رازیانه: بادیان
- راننده: درایور، دریور (انگلیسی)، موتَروان
- رانندگی: درایو (انگلیسی)
- راهنمایی: ترافیک
- رب دوشامبر (فرانسه): چپنِ خانه
- رُتِیل: غوندَل
- رزمناو: کشتی جنگی
- رسانه‌های گروهی: وسایل جمعی
- رگبار: باران تـُند
- رُل (فرانسه): اشترنگ (انگلیسی)
- روزنه: پنجره
- روغن مایع: تیل
- روناس: رودنگ
- رهن: ۱. گرو ۲. اجاره
- روسری: چادر، دستمال، قطیفه (در هرات: قدیفه)

### ز
- زیستشناسی: بیالوژی، بیولوژی

### ژ
- ژاندارمری (فرانسه): ژاندارم، ژاندارمه
- ژانویه (فرانسه): جنوری (انگلیسی)
- ژتون (فرانسه): شماره، نمره
- ژست (فرانسه): قیافه، پـُز
- ژلاتین (فرانسه): جلاتین (انگلیسی)، سریشم ماهی
- ژله (فرانسه): جلی
- ژوئن (فرانسه): جون (انگلیسی)
- ژوئیه (فرانسه): ژوئیه (انگلیسی)
- ژورنال (فرانسه): ۱. مجله ۲. کتلاگ (انگلیسی)
- ژیمناستیک (فرانسه): جمناستیک (انگلیسی)

### س
- سالاد (فرانسه): سلاّته
- سالـَک: سالدانه (در هرات: دانهٔ سال)
- سبد: زنبیل
- سبیل: بروت
- سبیلو: بروتی
- سرپیچ برق: هولدر
- سرُم (فرانسه): سیرم
- سروان: جگرن (پشتو)
- سرکار: حواله دار
- سرکار: لقبی است که به جای خانم و آقا خطاب شود، مانند جناب
- سمج: شَـله
- سمنو: سمنک (در هرات: سمنو)
- سند ماشین: جواز سیر
- سنگریزه: ریگ، ریگچه، سنگچل
- سنگواره: فوسیل (انگلیسی، فسیل)
- سوت: اشپول، اشپولاق
- سوراخ: غار (سوراخ شد: غار شد)
- سویچ (انگلیسی): کلید
- سیب زمینی: کچالو
- سیمان (فرانسه): سمنت (انگلیسی)

### ش
- شاپرک: شب‌پره، بمبیرک (در هرات: شوپرک)
- شارژ (فرانسه): چارج (انگلیسی)
- شاه پسند: بربینه (گل)
- شاهی: تراتیزک
- شبدر: شفتل
- شکر: بوره
- شکلات (فرانسه): چاکلت (انگلیسی)
- شکلک: قلاق (هراتی: ساز گرفتن، تقلید کردن)
- شمعدانی: جریبن (گل)
- شنا: آب‌بازی
- شناسنامه: تذکرهٔ نفوس
- شن: ریگ (هراتی: قوم (ترکی))
- شنل: چپن بی آستین
- شهریور: سنبله
- شیرجه: دایو، دایف (انگلیسی)
- شیرین بیان: شیرین بویه
- شیمی: کیمیا

### ص
- صاعقه: الماسک، برقک
- صافکاری: کپی کشی
- صلیب: چلیپا
- صرع: تشنج (هراتی: پرغاز)
- صندوق پست: پست بکس (انگلیسی)
- صنوبر: ناجو
- صیغه: عقد موقت

### ض
- ضابط: درجه دار
- ضرب: زیربغلی
- ضربی: مُـهر، تاپه

### ع
- عامی: بی سواد
- عدس: نسک (هراتی: عدس)
- علوم: ساینس
- عمّامه: لنگی - دستار
- عمو: کاکا

### غ
- غایب: غیرحاضر
- غیبت: غیرحاضری

### ف
- فرم (فرانسه): فورمه، فُـرمه
- فرمان ماشین: اشترنگ
- فروردین: حمل (برج)
- فسیل: فوسیل، سنگواره
- فشنگ: کارتوس، مرمی
- فناتیک: متعصب
- فنجان: پیاله
- فِوریه (فرانسه): فبروری (انگلیسی)
- فیش: برگه
- فینال (فرانسه): فاینل (انگلیسی)

### ق
- قاب (ترکی): ۱. چوکات ۲. غوری ۳. بجول (پژول)
- قابلمه (ترکی): دیگچه، نوعی دیگ

### ک
- کاتالوگ (فرانسه): کتلاک (انگلیسی)
- کاتالیزور (فرانسه): کتالیست (انگلیسی)
- کاغذ سنباده: کاغذ ریگ
- کامیون (فرانسه): لاری (انگلیسی)
- کچل: کل
- کراوات (فرانسه): نکتایی (انگلیسی)
- کرچک: کستراییل (انگلیسی)
- کرسی: صندلی
- کره: مسکه
- کریدور (فرانسه): راهرو
- کلاس: صنف
- کمد: الماری
- کمک هزینه: مدد معاش
- کمیسیون (فرانسه): کمیشن (انگلیسی)
- کنف: مـُنج
- کیف: بکس
- کیوسک (فرانسه): غرفه

### گ
- گازوییل (فرانسه): دیزاییل (انگلیسی)
- گاوصندوق: سیف (انگلیسی)
- گراور (فرانسه): کلیشه (انگلیسی)
- گراورسازی: زنکوگرافی (انگلیسی)
- گربه: پشک
- گزارشگر: راپورتر (انگلیسی)
- گواتر (فرانسه): جاغور (هراتی: غمباد)
- گواهی: تصدیق
- گواهینامه: شهادتنامه
- گواهینامهٔ رانندگی: لایسنس (انگلیسی)
- گوجه فرنگی: بادمجان رومی
- گوینده: نطاق، انانسر (انگلیسی)
- گیس سفید: پیچه سفید
- گیومه (فرانسه): ناخنه، هلالین، مزدوج

### ل
- لاستیک (روسی): تیر، تایر (انگلیسی)
- لاستیک تویی: تیوب (انگلیسی)
- لامپ (فرانسه): گروپ (= گلوب: انگلیسی)
- لامپا (روسی): لمپا
- لوبیاسبز: فاسولیا
- لوزه: تانسل (انگلیسی)
- لوس: نازدانه (هراتی: انـّه)

### م
- مارس: (فرانسه) مارس (انگلیسی)
- ماشین تحریر: ماشین تایپ
- ماشین نویس: تایپست
- متقال: کرباس (نوعی)
- مجلس سنا: مشرانو جرگه
- مداد: پنسل (انگلیسی)
- مدیرکـُل: مدیر عمومی
- منیزیم (فرانسه): مگنیزیم (انگلیسی)
- موتور (فرانسه): ۱. ماشین (انگلیسی) ۲. موتورسیکلت، موتورسیکل
- موز: کیله
- موزائیک (فرانسه): خشت سمنتی
- موزه (فرانسه): موزیم (انگلیسی)
- موزیک (فرانسه): موسیقی
- موشک: راکت
- مولکول (فرانسه): مالیکیول (انگلیسی)
- مه: غبار
- مه (ماه) (فرانسه): می (انگلیسی)
- مهر، ماه: میزان، برج
- مهندس: انجنیر (انگلیسی)
- مهندسی: انجنیری
- میدان بار: منده یی
- میل لنگ: کرنشافت (انگلیسی)

### ن
- نارون: پشه خان، پشه خانه (درخت)
- نامه رسان: پسته رسان، داکی
- نخ: تار
- نخاله: سبوس و آنجه از بیختن و غربال کردن باقی بماند
- نخودچی: نخودبریان
- نخود لپـّه: دال نخود (اردو)
- نرده: کتاره
- نمونهٔ چاپ: پروف
- نمونه خوانی: پروفخوانی
- نوار: فیته، تیپ
- نوار قلب: گراف قلب
- نورد: چوچه (چوبی که خمیر را هموار کنند)
- نوغان: پیلهٔ ابریشم

### و
- ویزیت (فرانسه): فیس (انگلیسی)، حق‌الزحمه

### هـ
- هلو: شفتالو
- هول دادن: تیله کردن (هراتی: تلنگ دادن)
- هوو: انباق
- هویج: زردک
- هیچ‌کس: یگان کس، یکان کس

## واژه‌های نظامی
در متون فارسی رایج در افغانستان برابرهای پشتو برای درجات ارتشی (مدارج نظامی) رواج دارند. این برابرها در جدول زیر افزوده شده‌است.
| فارسی                    | پشتو               |
| جوخه                     | دلگی               |
| گروهان                   | تولی               |
| گردان                    | کَندَک               |
| هنگ                      | غُند                |
| تیپ                      | لوا                |
| لشکر                     | فرقه               |
| سپاه                     | قول‌اُردو            |
| ارتش                     | اردو               |
| ستاد مشترک               | درستیزوالی         |
| ستوان دوم                | دوهم بریدمن        |
| ستوان یکم                | لمری بریدمن        |
| سروان                    | تورَن، جَکتورَن       |
| سرگرد                    | جَگرَن               |
| سرهنگ دوم                | دگرمَن              |
| سرهنگ                    | دگَروال             |
| سرتیپ                    | برید جنرال         |
| سرلشکر                   | تورن جنرال         |
| سپهبد                    | دگر جنرال          |
| ارتشبد                   | ستر جنرال          |
| رئیس ستاد ارتش، سپه‌سالار | لوی درستیز         |
| فرمانده کل قوا           | اعلی سرقوماندان    |
| پدافند هوایی             | هوایی مدافعه       |
| خمپاره‌انداز              | هاوان              |
| خمپاره‌انداز کوهی         | غرنی هاوان         |
| مسلسل                    | ماشیندار           |
| نفربر زرهی               | زرهدار             |
| خودرو زرهی               | محاربوی ماشین      |
| پاسگاه                   | پُسته               |
| پادگان                   | فرقه               |
| یگان‌ها و واحدها          | جز و تام           |
| نیروهای چترباز           | پاراشوتی هوایی قوا |

## ماه‌های سال
| ترتیب | تعداد روزها | نام‌های فارسی | نام‌های فارسی | نام‌های پشتو  | نام‌های پشتو |
| ترتیب | تعداد روزها | در ایران     | در افغانستان | در افغانستان |             |
| ۱     | ۳۱          | فروردین      | حَمَل          | وری          |             |
| ۲     | ۳۱          | اردیبهشت     | ثَور          | غویی         |             |
| ۳     | ۳۱          | خرداد        | جَوزا         | غبرګولی      |             |
| ۴     | ۳۱          | تیر          | سرطان        | چنګاښ        |             |
| ۵     | ۳۱          | مرداد        | اسد          | زمری         |             |
| ۶     | ۳۱          | شهریور       | سنبلَه        | وږی          |             |
| ۷     | ۳۰          | مهر          | میزان        | تله          |             |
| ۸     | ۳۰          | آبان         | عقرب         | لړم          |             |
| ۹     | ۳۰          | آذر          | قَوس          | لیندی        |             |
| ۱۰    | ۳۰          | دی           | جَدی          | مرغومی       |             |
| ۱۱    | ۳۰          | بهمن         | دلو          | سلواغه       |             |
| ۱۲    | ۲۹ یا ۳۰    | اسفند        | حَوت          | کب           |             |

## واژه‌های آموزش و پرورش
فارسی ایران: فارسی و پشتوی افغانستان
- دبستان: مکتب
- دبیرستان: لیسَه
- دانشگاه: پُوهَنتون (پشتو)
- دانشکده: فاکولتَه، پُوهَنحٌی (پشتو)
- دانشجو: محصل، پُوهَنپال (پشتو)
- استادیار (درجهٔ سوم، دوم و یکم): پُوهیالی، پُوهَنیار، پُوهَنمَل (پشتو)
- دانشیار (درجهٔ دوم و یکم): پوهندوی، پوهنوال (پشتو)
- استاد، استاد: پوهاند، پروفیسور
- دانشسرا: دارالمعلمین، معهد
- دیپلم: دیپلوم
- مهندس: اَنجینَر
- :، دکتور
- کلاس: صنف
- دانشکده افسری: حربی‌پُوهَنتون (پشتو)
- کارآموزی: استاژ

منبع